# Samir Achôa
Samir Achôa (Vera Cruz, 6 de setembro de 1933 – São Paulo, 3 de julho de 2008) foi um advogado, radialista e político brasileiro, tornando-se conhecido por ser um dos idealizadores do código de defesa do consumidor.
Filho de libaneses, Leftalla Salim Achôa e Renée Achôa, formou-se em Direito em 1959 na Universidade de São Paulo, casou-se e teve três filhos.

## Principais Atividades e Cargos
Exerceu o mandato de vereador de São Paulo de 1965 a 1969 pelo Partido Republicano Progressista (PRP) e de 1969 a 1977 pelo Movimento Democrático Brasileiro (MDB), partido de oposição ao regime militar. A partir de 1979, ocupou o cargo de deputado federal por três mandatos consecutivos pelo MDB-PMDB, passando pela Assembléia Nacional Constituinte de 1987. Quando foi reeleito em novembro de 1982, se encontrava na condição de deputado federal mais votado do PMDB em todo o país, com 313.583 votos e  lançou-se à prefeitura de São Paulo, embora sem sucesso.
Samir Anchôa tentou a reeleição no pleito de outubro de 1990, pelo PMDB, obtendo uma suplência. No ano seguinte, deixou a Câmara e voltou a atuar como advogado e apresentador de rádio. Após seu último posto como deputado federal, decidiu afastar-se da política e permanecer na rádio.  No amo de 1994 tentou retornar à vida política e candidatou-se a uma cadeira na Câmara dos Deputados. Em 1996, tentou a Câmara Municipal de São Paulo. mas, nos dois casos, não conseguiu eleger-se. Já em 1998, foi contratado pela Central Nacional de Televisão (CNT). Durante anos, comandou o programa Falando Francamente, em que debatia assuntos gerais. Em seus últimos anos de carreira, marcou presença na Rádio Trianon de São Paulo.

Samir Achôa faleceu aos 74 anos, em 3 de julho de 2008, devido a um câncer no pulmão contra o qual lutou durante sete anos.